# 草野太一
草野 太一（くさの たいち、11月4日 - ）は、日本の男性声優。大阪府出身。青二プロダクション所属。

## 略歴
元々アニメに浸かった人生ではなく、運動が好きなタイプだった。最初に触れたスポーツは父がサッカーをしていたという理由で小学校低学年の頃のサッカーで、当時は「サッカー選手になりたい」と思っていた。高学年に上がるくらいの時期にテレビアニメ『メジャー』を見て、「吾郎くんかっこいいな」と思い、野球を始めており、高校1年生の夏まで続けていた。その間も空手や水泳やアトリエと色々習い事をしていた。所属していた野球部は、あと一歩で甲子園まで届くような強豪校だったが、「このままじゃ倒れてしまう」と思うくらい練習が厳しかったこと、「なんで野球やりたいんだっけ？」とも思いはじめた頃だったため、高校1年生の夏に野球辞める。今度は『黒子のバスケ』を見てバスケットボールを始めたが、坊主頭だったため、バスケットボール部で「強豪の野球部から坊主が来るらしいぜ」と思われていたようだった。アニメの影響を受けつつも、芝居に興味が向いていたわけではなく、「ずっとスポーツに関わる人生になるんだろうな」と思っていたという。
高校1年生のクラスにアニメオタクの人物がおり、その人物に勧められて『刀語』を観ていた。その時に深夜アニメを初めて知り、自分でも色々観はじめていた。
そこでアニメに熱中して、アニメの世界にいたかったことから声優を目指した。当初は「勉強したくない」という理由もあったという。
大阪アミューズメントメディア専門学校声優タレント学科出身。
その後は青二プロダクションに所属するが、当時は合格したほかの事務所もあった。その返答期限より、青二プロダクションの最終審査のほうが遅かったものの、同プロダクションに所属したかった気持ちが強かったため、不合格になったらどこかに就職するつもりで同プロダクションを受けていたという。
青二プロダクションの同期には坂田将吾、三野雄大、田口奏弥がいる。

## 人物
趣味はトランプマジック、けん玉を挙げている。方言は大阪弁。
母もかつては声優志望だった。

## 出演
太字はメインキャラクター。

### テレビアニメ
2019年
- ゲゲゲの鬼太郎（第6作）（竹人間、作業員、記者、助手、七人同行）
- ちびまる子ちゃん（2019年 - 2025年、アナウンサー、シマ）

2020年
- 神之塔 -Tower of God-（クロッカ）
- ミュークルドリーミー（男子、小山田健二）
- あひるの空（大栄部員）
- ドラえもん（テレビ朝日版第2期）（2020年 - 2024年、学生、兄）
- デジモンアドベンチャー:（男性）

2021年
- ワールドトリガー（別役太一） - 2シリーズ
- Fairy蘭丸〜あなたの心お助けします〜（陸岡樹果）
- もっと!まじめにふまじめ かいけつゾロリ（田舎のスズメB）
- カードファイト!! ヴァンガード overDress（2021年 - 2023年、少年の声、男の子） - 2シリーズ
- 舞妓さんちのまかないさん（観光客）

2022年
- スローループ（男子）
- ラブオールプレー（司波凛太郎）
- シャドーハウス
- 森のくまさん、冬眠中。（シマ、クロ）
- 金装のヴェルメイユ〜崖っぷち魔術師は最強の厄災と魔法世界を突き進む〜（受験生）
- 宇崎ちゃんは遊びたい!ω
- クールドジ男子（他の客）
- 機動戦士ガンダム 水星の魔女（生徒）

2023年
- 最強陰陽師の異世界転生記（生徒C）
- 人間不信の冒険者たちが世界を救うようです（神官〈ベルム〉）
- デジモンゴーストゲーム（コカブテリモン）
- 神無き世界のカミサマ活動（村人、親衛隊、信者）
- 遊☆戯☆王ゴーラッシュ!!（2023年 - 2024年、本屋ピーター、蜘蛛忍者、蜘蛛隠ウェブ朗）
- シュガーアップル・フェアリーテイル（戦士妖精C）
- カミエラビ

2024年
- 愚かな天使は悪魔と踊る（男生徒1）
- マッシュル-MASHLE- 神覚者候補選抜試験編（トロン・モルソー）
- 黒執事 -寄宿学校編-（学生）
- JOCHUM（マイクン）
- 天穂のサクナヒメ（小僧）
- かつて魔法少女と悪は敵対していた。（野次馬B）
- 恋は双子で割り切れない（男子生徒）
- 2.5次元の誘惑（カメコA）
- アオのハコ（2024年 - 2025年、部員）

2025年
- クラスの大嫌いな女子と結婚することになった。（男子生徒E）
- 美男高校地球防衛部ハイカラ!（阿蘇空太）
- カラオケ行こ!（クラスメイト2、男子生徒）

### 劇場アニメ
- 好きでも嫌いなあまのじゃく（2024年、なぎさ）
- 劇場版 鬼滅の刃 無限城編 第一章 猗窩座再来（2025年）

### ゲーム
2019年
- ドラえもん のび太の牧場物語（ケン）
- GOD EATER RESONANT OPS（ラウリン）

2020年
- アークザラッド R（アルフレッド）

2021年
- ジャックジャンヌ（忍成稀）
- ポケモンマスターズEX（）

2023年
- モンスターストライク（ドクミン）

2024年
- ORE'N（2024年 - 2025年、魔法剣士ウル / 魔法騎士ウルギ / NEO陰陽教師ウルギ）
- あんさんぶるスターズ!!（花群冬芽）

2025年
- クイズRPG 魔法使いと黒猫のウィズ（蛇乃目中巳門）

### 吹き替え
- AJ&クイーン
- ボクたちベスト探偵（英語版）（ザック、ジャック、ジェイデン）
- リトル・アラジン 空飛ぶ魔法のじゅうたん（ホジャ）

### ボイスオーバー
- 7つの海を楽しもう!世界さまぁ〜リゾート
- 2020スタジアム

### ラジオ
※はインターネット配信。
- 草野太一・藤澤奨の僕ん家住まない？（2023年 - 、ニコニコ動画※・YouTube※）[19]

### ラジオドラマ
- 青山二丁目劇場
  - 人形姫（吉太郎）
  - 彗星のサヨナラ（高橋雄三〈過去〉）
  - 六畳間ラブストーリー（田中）
  - 生き方の見つけ方（修平）

### 舞台
- Hashプロデュース公演
  - vol.3 舞台「ラ・ヴェルテホテル殺人事件 〜迷探偵Mと嘘つきな来訪者たち〜」Trueチーム（2019年9月11日 - 15日、ウエストエンドスタジオ）
  - vol.4 舞台「Mr.スープリセの挑戦状 ～迷探偵Mとミステリーツアーからの脱出～」Letterチーム（2020年1月22日 - 26日、ウエストエンドスタジオ）
- 『シアター 』再演（2024年5月15日 -26日、シアター風姿花伝） - 春日巻久 役、元木慧 役

### その他コンテンツ
- Warahibi!（2019年 - 2022年、福士遥[20]）
- URAMITE!（2021年 - 2024年、百武みくり[21]）
- HeavenlyHelly（2021年 - 2023年、ジェリー[22]）
- ボイスドラマ 燈の守り人～幻想夜話～（2024年、大久野島灯台[23]）
  - 燈の守り人 灯台音声ガイド 広島県竹原市 大久野島灯台（2024年、ナビゲーター）[23]

## ディスコグラフィ

### キャラクターソング
| 発売日        | 商品名                             | 歌                   | 楽曲                        | 備考                                                                  |
| ------------- | ---------------------------------- | -------------------- | --------------------------- | --------------------------------------------------------------------- |
| 2020年2月14日 | GIFT for SMILE!                    | Team Warahibi!       | 「GIFT for SMILE!」         | 『Warahibi!』メインテーマ                                             |
| 2020年2月14日 | GIFT for SMILE!                    | Team Warahibi!       | 「ネガポジコントラスト」    | 『Warahibi!』関連曲                                                   |
| 2021年4月21日 | 妖しく Get your heart              | 5 to HEAVEN          | 「妖しく Get your heart」   | テレビアニメ『Fairy蘭丸〜あなたの心お助けします〜』オープニングテーマ |
| 2021年4月21日 | 妖しく Get your heart              | 5 to HEAVEN          | 「MAKE YOU CRAZY」          | テレビアニメ『Fairy蘭丸〜あなたの心お助けします〜』関連曲             |
| 2021年4月21日 | 夭聖哀歌                           | 5 to HEAVEN          | 「夭聖哀歌」                | テレビアニメ『Fairy蘭丸〜あなたの心お助けします〜』エンディングテーマ |
| 2021年4月21日 | 夭聖哀歌                           | 5 to HEAVEN          | 「Fairy Night, Fairy Love」 | テレビアニメ『Fairy蘭丸〜あなたの心お助けします〜』関連曲             |
| 2021年6月16日 | HEAVENS DOOR                       | 陸岡樹果（草野太一） | 「漢気 de タンゴ」          | テレビアニメ『Fairy蘭丸〜あなたの心お助けします〜』挿入歌             |
| 2025年7月23日 | 美男高校地球防衛部ハイカラ！ OP&ED | ハイカラ浪漫団       | 「ハイカラ de GO!!」        | テレビアニメ『美男高校地球防衛部ハイカラ!』オープニングテーマ         |
| 2025年8月27日 | 我らハイカラ浪漫団！               | 阿蘇空太（草野太一） | 「ザコザコ♡LOVE YOU」       | テレビアニメ『美男高校地球防衛部ハイカラ!』関連曲                     |

### シリーズ一覧
1. ↑  2ndシーズン（2021年）、3rdシーズン（2021年）
2. ↑  Season2（2021年）、続編『will+Dress』Season3（2023年）

### 初出話一覧
1. ↑  第1477話初出
2. 1 2  第99話初出
3. ↑  第57話初出
4. ↑  第129話初出
5. 1 2 3  第1話初出
6. ↑  第14話初出
7. ↑  第4話初出
8. ↑  第5話初出
9. 1 2  第6話初出
10. ↑  第10話初出
11. ↑  第17話初出
12. ↑  第9話初出
13. ↑  第8話初出
14. ↑  第2話初出
15. ↑  第3話初出

### ユニットメンバー
1. ↑  あさやけレンジャーズ［小峰純（坂田将吾）、福士遥（草野太一）］、グラシッククラシック［（関崎秀治（阿諏訪泰義）、浅宮輔（金子学）］、ま・み・む・メルシーズ［石井奇跡（沢城千春）、YU（橘龍丸）］、まるおみすみ［まる（堀江瞬）、三角隆（帆世雄一）］、グッドバッティング青春［グッド春山（白石兼斗）、バッティング海人（駒田航）］、ハピネスコマンダー［紀月照（小林大紀）、紀月明（植木慎英）］
2. ↑  阿以蘭丸（坂田将吾）、歩照瀬焔（田邊幸輔）、清怜うるう（バレッタ裕）、陸岡樹果（草野太一）、雅楽代寶（堀曜宏）
3. ↑  雲仙新九郎（高野大河）、酸ヶ湯愛琉志（長岡龍歩）、卯花惣輔（観世智顕）、長万部潮（小池貴大）、阿蘇空太（草野太一）